# Seznam děkanů Fakulty sociálních studií Masarykovy univerzity
Toto je seznam děkanů Fakulty sociálních studií Masarykovy univerzity.
1. Ivo Možný (1998–2004)
2. Petr Fiala (2004; zvolen rektorem MU)
3. Ladislav Rabušic (2004–2011)
4. Břetislav Dančák (2011–2019)
5. Stanislav Balík (od 2019)